# Stala IF
Stala IF, Stala Idrottsförening bildades 18 januari 1944. Bildandet hölls i Stalas gamla församlingshem. Klubben har representerat friidrott, bordtennis, orientering, gymnastik, skidor, bandy, cykel och fotboll. Numera är det i huvudsak fotboll men en omstart av cykelverksamheten skedde 2015. Hemmamatcherna spelas på Lövängens IP som är belägen i Varekil, Orust.